# Aiko (가수)
aiko(아이코, あいこ, 1975년 11월 22일 ~ )는 일본의 여성 가수이다. 본명은 야나이 아이코(柳井 愛子)이다.
오사카부 스이타시에서 태어났으며, 오사카 음악 단기 대학을 졸업했다. 현재 포니캐년 소속이다.

## 작품 목록

### jomon records
앨범:
1. 《astral box》 (1997년 12월 20일)
2. 《GIRLIE》 (1998년 5월 30일)

싱글:
1. 《벌꿀》 (ハチミツ, 1998년 5월 20일)

### PONY CANYON
싱글:
1. 《내일》 (あした, 1998년 7월 17일)
2. 《울보》 (ナキ・ムシ, 1999년 3월 3일)
3. 《불꽃》 (花火, 1999년 8월 4일)
4. 《투구벌레》 (カブトムシ, 1999년 11월 17일)
5. 《벚꽃때》 (桜の時, 2000년 2월 17일)
6. 《Boyfriend》 (ボーイフレンド, 2000년 9월 20일)
7. 《첫사랑》 (初恋, 2001년 2월 21 일)
8. 《Rosie》 (ロージー, 2001년 5월 30일)
9. 《안녕히 주무세요》 (おやすみなさい, 2001년 11월 21일)
10. 《당신과 악수》 (あなたと握手, 2002년 4월 24일)
11. 《이번까지는》 (今度までには, 2002년 8월 14일)
12. 《나비들매듭》 (蝶々結び, 2003년 4월 23일)
13. 《Andromeda》 (アンドロメダ, 2003년 8월 6일)
14. 《목덜미》 (えりあし, 2003년 11월 6일)
15. 《가방》 (かばん, 2004년 4월 28일)
16. 《꽃바람》 (花風, 2004년 9월 1일)
17. 《미쿠니 역》 (三国駅, 2005년 2월 16일)
18. 《반짝반짝》 (キラキラ, 2005년 8월 3일)
19. 《Star》 (スター, 2005년 11월 30일)
20. 《구름은 흰색, 사과는 빨강》 (雲は白リンゴは赤, 2006년 7월 12일)
21. 《행복》 (シアワセ, 2007년 5월 30일)
22. 《별이 없는 세계/옆 모습》 (星のない世界 / 横顔, 2007년 8월 22일)
23. 《두 사람》 (二人, 2008년 3월 12일)
24. 《KissHug》 (Kisshug, 2008년 7월 23일)
25. 《milk/한탄의 키스》 (milk/嘆きのキス,2009년 2월 18일)
26. 《돌아갈 수 없는 내일》 (戻れない明日,2010년 2월 3일)
27. 《서로 마주보고》 (向かいあわせ, 2010년 4월 21일)
28. 《사랑의 슈퍼볼/홈》 (恋のスーパーボール/ホーム, 2011년 5월 11일)
29. 《줄곧》 (ずっと, 2011년 11월 23일)
30. 《Loveletter/4월의 비》 (Loveletter／4月の雨, 2013년 7월 17일)
31. 《너의 곁》 (君の隣, 2014년 1월 29일)
32. 《나의 저편》 (あたしの向こう, 2014년 11월 12일)
33. 《꿈꾸는 틈새》 (夢見る隙間, 2015년 4월 29일)
34. 《프라마이》 (プラマイ, 2015년 11월 18일)

앨범:
1. 《작고 둥근 기분 좋은 날》 (小さな丸い好日, 1999년 4월 21일)
2. 《벚꽃나무아래》 (桜の木の下, 2000년 3월 1일)
3. 《여름옷》 (夏服, 2001년 6월 20일)
4. 《가을 곁에 있어요》 (秋 そばにいるよ, 2002년 9월 4일)
5. 《새벽의 러브 레터》 (暁のラブレター, 2003년 11월 27일)
6. 《꿈 속의 곧은 길》 (夢の中のまっすぐな道, 2005년 3월 2일)
7. 《그녀》 (彼女, 2006년 8월 23일)
8. 《비밀》 (秘密, 2008년 4월 2일)
9. 《BABY》 (BABY, 2010년 3월 31일)
10. 《시간의 실루엣》 (時のシルエット, 2012년 6월 20일)
11. 《거품같은 사랑이였다》 (泡なような愛だった, 2014년 5월 28일)
12. 《MAY DREAM》 (MAY DREAM, 2016년 5월 18일)
13. 《습한 여름의 시작》 (湿った夏の始まり, 2018년 6월 6일)

베스트앨범:
1. 《정리 1》 (まとめ I, 2011년 2월 23일)
2. 《정리 2》 (まとめ II, 2011년 2월 23일)

비디오/DVD:
1. 《Love Like Pop》 (2000년 11월 22일)
2. 《노래하는 개》 (ウタウイヌ, 2000년 11월 22일)
3. 《유라쿠쵸에서 만납시다 ~Love Like Pop Vol. 6~》 (有楽町で逢いましょう ~Love Like Pop Vol. 6~, 2002년 3월 20일)
4. 《노래하는 개 2》 (ウタウイヌ2, 2003년 3월 19일)
5. 《Love Like Rock》 (2004년 4월 14일)
6. 《LOVE LIKE POP add.》 (2005년 5월 11일)
7. 《노래하는 개 3》 (ウタウイヌ3, 2006년 9월 20일)
8. 《LOVE LIKE POP add.10th Anniversary》 (2007년 3월 21일)
9. 《DECADE》 (2009년 3월 4일)
10. 《팝과락》 (ポップとロック, 2011년 7월 27일)
11. 《노래하는 개 4》 (ウタウイヌ4, 2012년 3월 21일)
12. 《15》 (2013년 4월 3일) DVD/Blu-Ray
13. 《팝과락》 (ポップとロック, 2014년 3월 19일) Blu-Ray
14. 《aiko 15th Anniversary Tour 「POPS」》 (2015년 3월 20일) DVD/Blu-Ray
15. 《aiko 15th Anniversary Tour 「ROCKS」》 (2015년 3월 20일) DVD/Blu-Ray

### 서적
1. aiko; ever for music & Sony Magazines (2005), aiko bon, Sony Magazines. ISBN 4789724964

## 같이 보기
- 포르노그라피티 - 친한 친구 사이다.
- 고쿠분 다이치 - 한때 연인 사이였다.